# Сумрачный день (картина Брейгеля)
«Сумрачный день» (нидерл. De sombere dag, нем. Düsterer Tag) — картина, написанная в 1565 году нидерландским художником Питером Брейгелем Старшим (Pieter Bruegel de Oude, около 1520/1525—1569). Картина принадлежит Музею истории искусств в Вене (инв. GG 1837). Она написана маслом по дереву (дуб), размер — 118 × 163 см.
Встречаются другие названия этой картины — «Пасмурный день», «Хмурый день» и «Хмурое утро», а также составное название «Сумрачный день. Весна».

## Описание
Картина «Сумрачный день» принадлежит к циклу картин Брейгеля, известных под общим названием «Времена года». По мнению разных исследователей, картина соответствует либо зиме (январь или февраль), либо ранней весне (март).
Мужчина, одетый в голубое и красное, стоит у ивы, обрезая её ветки, а нагнувшийся рядом с ним человек пытается связать обрезанные ветки в вязанку. Вид мужчины у правого края картины, который ест вафли, а также стоящих рядом с ним женщины и ребёнка в бумажной короне свидетельствует, что период, изображённый на картине, связан с карнавальными гуляниями.
На горизонте изображены заснеженные горы с острыми пиками, а перед ними показаны бушующие волны морского залива, в котором терпят бедствие корабли — это символизирует бессилие человека перед природной стихией. В левой нижней части картины, а также справа за деревьями изображены деревенские дома. Среди них — церковь, а также трактир, на вывеске которого нарисована звезда.
По словам австрийского искусствоведа Отто Бенеша, в этой картине «выражено меланхолическое предчувствие оттепели и ранней весны», в то время как «ветер свистит сквозь чёрные ветви и вздымает морские волны так, что они разбивают корабли».
Картина подписана в правом нижнем углу: BRVEGEL M CCCCC LXV (Брейгель, 1565).

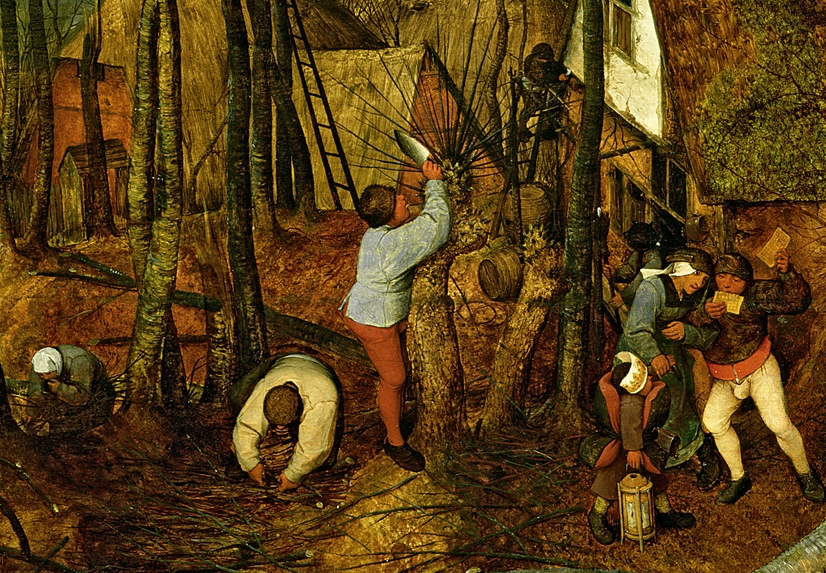
Крестьяне (фрагмент картины)
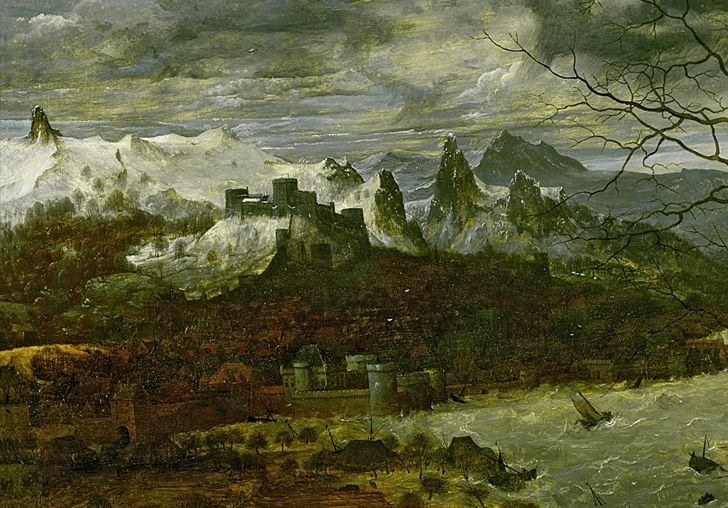
Горы (фрагмент картины)
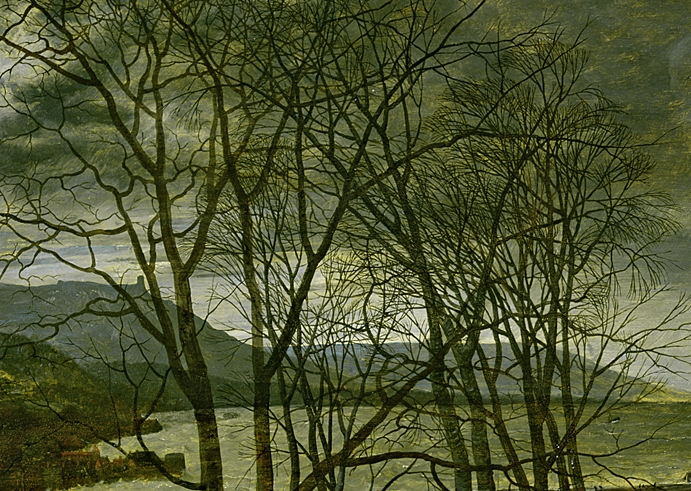
Деревья (фрагмент картины)
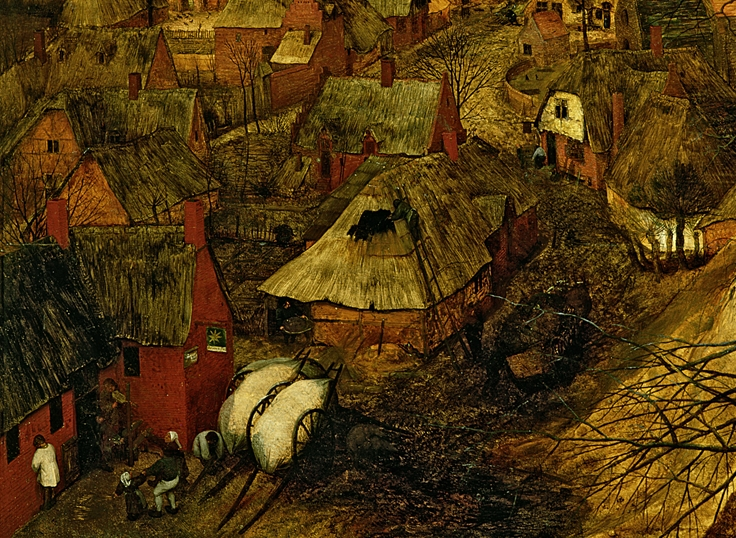
Дома (фрагмент картины)

## История
Считается, что серия картин «Времена года» (или «Двенадцать месяцев») была написана Брейгелем по заказу антверпенского купца Николаса Йонгелинка (1517—1570). По мнению разных исследователей творчества Брейгеля, в этой серии было либо шесть, либо двенадцать картин. До настоящего времени сохранилось только пять из них (все датированы 1565 годом).
Вместе с некоторыми другими произведениями Брейгеля, эти картины сначала находились в загородном доме у Йонгелинка, который располагался рядом с Антверпеном. В феврале 1566 года Йонгелинк заложил их городским властям Антверпена в качестве гарантии своего долга. В июле 1594 года картины были переданы штатгальтеру габсбургских Нидерландов Эрнсту Австрийскому, который в то время находился в Брюсселе. В 1595 году он скончался, а картины переместились к его брату, королю Богемии Рудольфу II, резиденции которого находились в Праге и Вене.
В 1659 году производилась инвентаризация коллекции эрцгерцога Леопольда Вильгельма Австрийского, и именно этим временем датирована следующая запись о местоположении картин, включая «Сумрачный день». После его смерти в 1662 году картины (которых, судя по описанию, осталось уже пять) перешли по наследству к его племяннику, будущему императору Священной Римской империи Леопольду I, который поместил эту коллекцию в венской императорской резиденции — дворце Хофбург. После смерти Леопольда I, последовавшей в 1705 году, картины оставались в императорской коллекции в Вене.

## Другие картины цикла «Времена года»

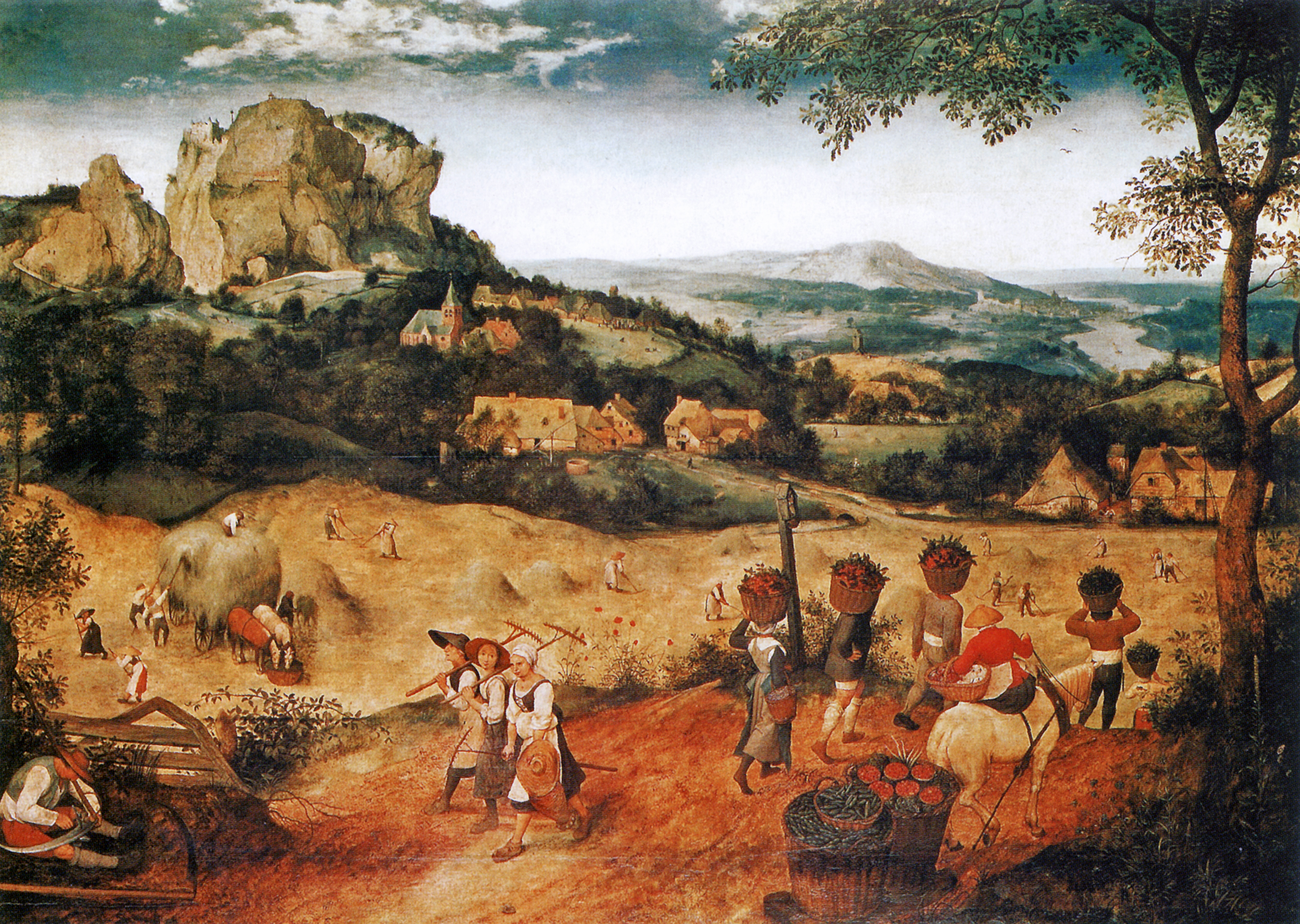
«Сенокос», 1565, Лобковицкий дворец, Прага
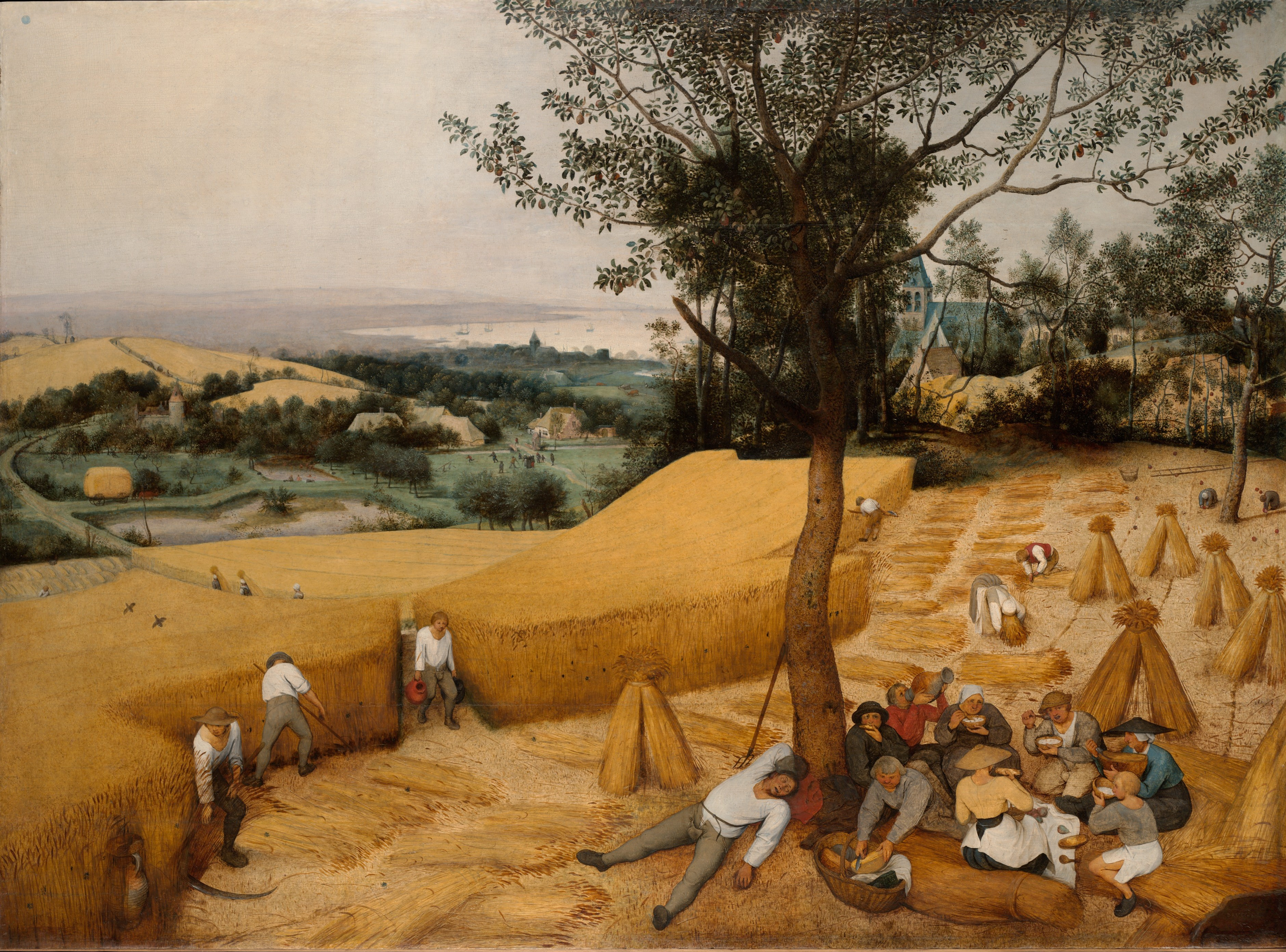
«Жатва», 1565, Музей Метрополитен, Нью-Йорк
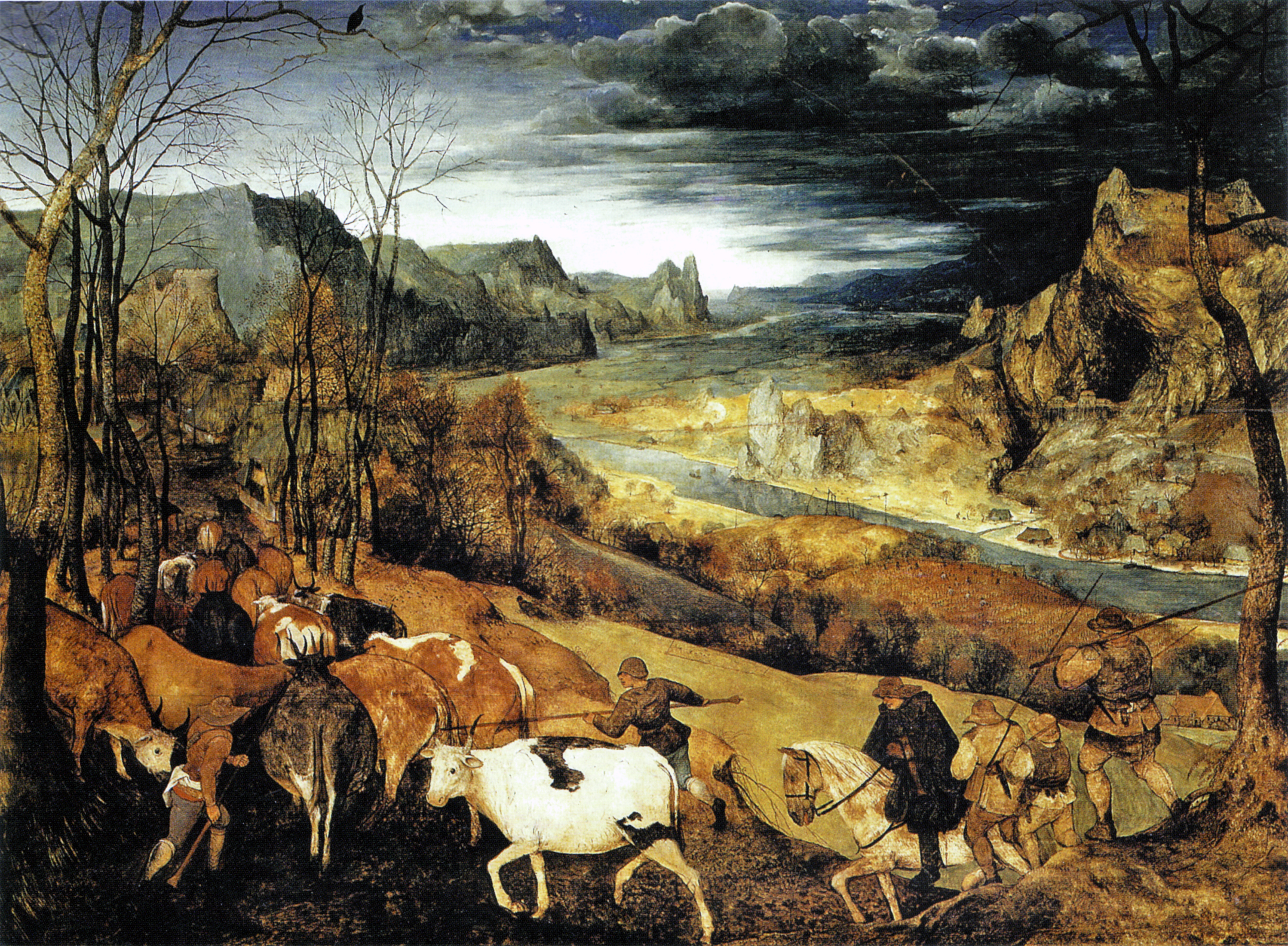
«Возвращение стада», 1565, Музей истории искусств, Вена
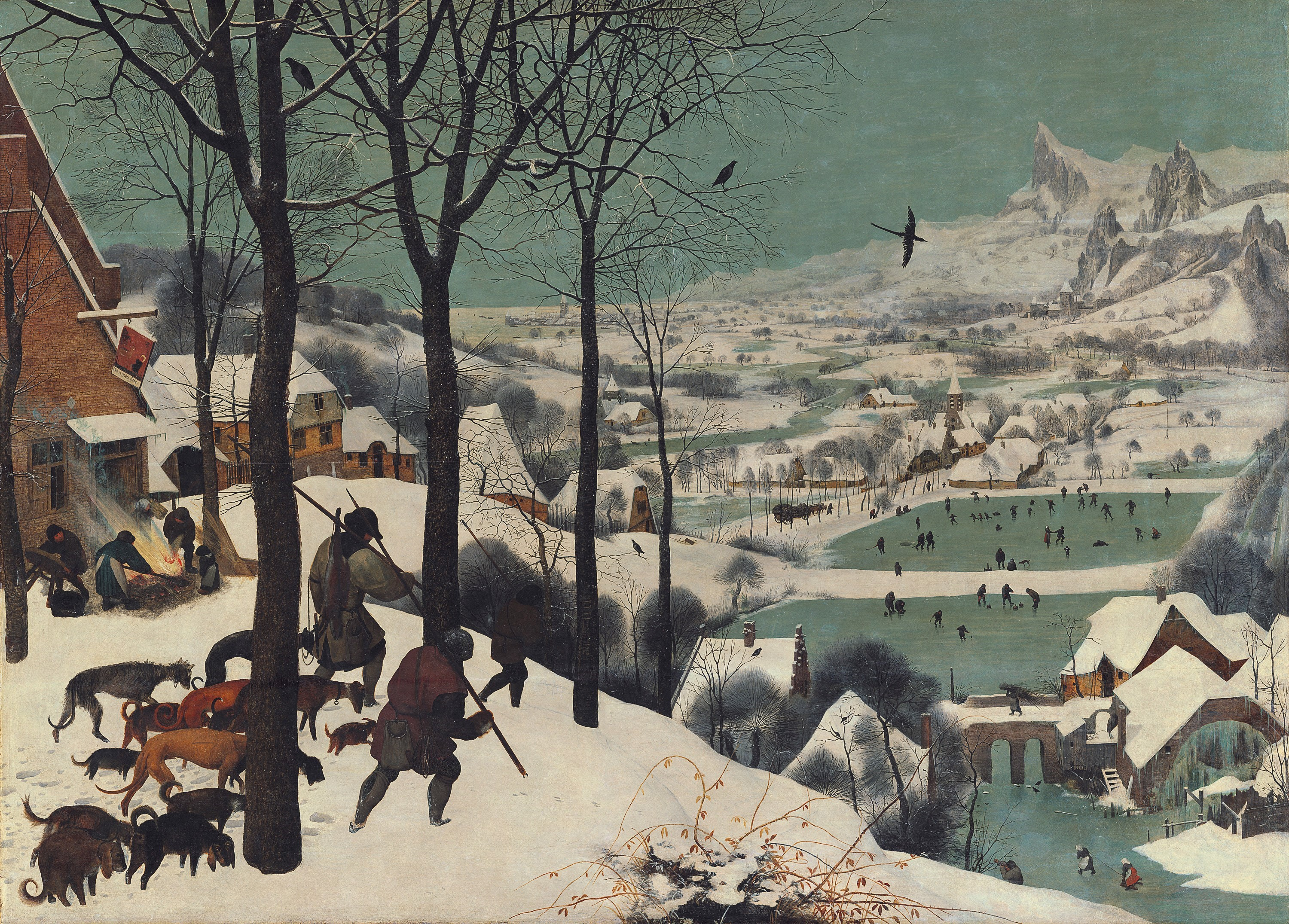
«Охотники на снегу», 1565, Музей истории искусств, Вена